# Karen Smith
Karen Ellen Smith (Red Bank, Nova Jérsei, 9 de maio de 1965) é uma matemática estadunidense, que trabalha com álgebra comutativa e geometria algébrica.

## Vida
Smith graduou-se em matemática em 1987 na Universidade de Princeton, tendo Charles Fefferman despertado seu interesse em matemática. Depois foi durante alguns anos professora escolar. A partir de 1988 trabalhou em seu doutorado na Universidade de Michigan, obtendo o título em 1993, orientada por Melvin Hochster, com a tese Tight closure of parameter ideals and f-rationality. Esteve depois na Universidade Purdue com Craig Huneke como pesquisadora, sendo em 1994 C.L.E. Moore instructor e depois professora associada no Instituto de Tecnologia de Massachusetts. E desde 1997 professora na Universidade de Michigan.
Recebeu o Prêmio Ruth Lyttle Satter de Matemática de 2001. É fellow da American Mathematical Society.
Em 1991 casou com o matemático finlandês Juha Heinonen, que morreu em 2007.
Foi palestrante convidada do Congresso Internacional de Matemáticos em Seul (2014: Local and global Frobenius splitting. Apresentou em 2016 a Noether Lecture, em 2019 foi eleita para a Academia Nacional de Ciências dos Estados Unidos.

## Obras
- com Lauri Kahanpää, Pekka Kekäläinen, William Traves An invitation to algebraic geometry. Springer Verlag 2000, 2004 (Aulas na Finlândia), ISBN 0-387-98980-3.
- com János Kollár, Alessio Corti Rational and nearly rational algebraic varieties. Cambridge University Press, Cambridge 2004.